# Strade Bianche for kvinder 2022
Strade Bianche for kvinder 2022 var den 8. udgave af det italienske cykelløb Strade Bianche for kvinder. Det 136 km lange linjeløb blev kørt den 5. marts 2022 med start og mål i Siena i det sydlige Toscana. Løbet var første arrangement på UCI Women's World Tour 2022. Løbet blev vundet af belgiske Lotte Kopecky fra SD Worx.

## Resultat
| \| Samlede stilling \| Samlede stilling \| Samlede stilling \| Samlede stilling \| Samlede stilling \| \| Rytter \| Rytter \| Hold \| Tid \| \| \| ---------------- \| ---------------------- \| ---------------------------------- \| ---------------- \| ---------------- \| \| 1. \| Lotte Kopecky \| SD Worx \| 3t 59' 14" \| \| \| 2. \| Annemiek van Vleuten \| Movistar Team \| + 0" \| \| \| 3. \| Ashleigh Moolman-Pasio \| SD Worx \| + 10" \| \| \| 4. \| Katarzyna Niewiadoma \| Canyon-SRAM Racing \| + 19" \| \| \| 5. \| Cecilie Uttrup Ludwig \| FDJ-Nouvelle Aquitaine-Futuroscope \| + 24" \| \| \| 6. \| Elise Chabbey \| Canyon-SRAM Racing \| + 28" \| \| \| 7. \| Marianne Vos \| Team Jumbo-Visma \| + 29" \| \| \| 8. \| Elisa Longo Borghini \| Trek-Segafredo \| + 29" \| \| \| 9. \| Shirin van Anrooij \| Trek-Segafredo \| + 34" \| \| \| 10. \| Silvia Persico \| Valcar-Travel & Service \| + 34" \| \| |                        |                                    |            |
| |                        |                                    |            |
| Kilde: ProCyclingStats |                        |                                    |            |
| Samlede stilling |                        |                                    |            |
| Rytter | Rytter                 | Hold                               | Tid        |
| 1. | Lotte Kopecky          | SD Worx                            | 3t 59' 14" |
| 2. | Annemiek van Vleuten   | Movistar Team                      | + 0"       |
| 3. | Ashleigh Moolman-Pasio | SD Worx                            | + 10"      |
| 4. | Katarzyna Niewiadoma   | Canyon-SRAM Racing                 | + 19"      |
| 5. | Cecilie Uttrup Ludwig  | FDJ-Nouvelle Aquitaine-Futuroscope | + 24"      |
| 6. | Elise Chabbey          | Canyon-SRAM Racing                 | + 28"      |
| 7. | Marianne Vos           | Team Jumbo-Visma                   | + 29"      |
| 8. | Elisa Longo Borghini   | Trek-Segafredo                     | + 29"      |
| 9. | Shirin van Anrooij     | Trek-Segafredo                     | + 34"      |
| 10. | Silvia Persico         | Valcar-Travel & Service            | + 34"      |

## Hold og ryttere
| UCI Women's WorldTeams (14)- SD Worx - Canyon-SRAM Racing - EF Education-TIBCO-SVB - FDJ Nouvelle Aquitaine Futuroscope - Human Powered Health - Liv Racing Xstra - Movistar Team - Roland Cogeas-Edelweiss Squad - Team BikeExchange-Jayco - Team DSM - Team Jumbo-Visma - Trek-Segafredo - UAE Team ADQ - Uno-X Pro Cycling Team UCI Women's Kontinentalhold (10)- Aromitalia-Basso Bikes-Vaiano - Bepink - Born to Win-G20-Ambedo - Ceratizit-WNT Pro Cycling - Isolmant-Premac-Vittoria - Parkhotel Valkenburg - Plantur-Pura - Servetto-Makhymo-Beltrami TSA - Top Girls Fassa Bortolo - Valcar-Travel & Service |
| |

### Danske ryttere
| Danske ryttere på startlisten |                       |                                    |           |
| Rygnummer                     | Rytter                | Hold                               | Placering |
| 71                            | Cecilie Uttrup Ludwig | FDJ-Nouvelle Aquitaine-Futuroscope | 5         |
| 222                           | Rebecca Koerner       | Uno-X Pro Cycling Team             | DNF       |

* DNF = gennemførte ikke

### Startliste
| SD Worx SDW | SD Worx SDW                       | SD Worx SDW |
| ----------- | --------------------------------- | ----------- |
| Nr.         | Rytter                            | Placering   |
| 1           | Chantal van den Broek-Blaak (NED) | 16.         |
| 2           | Niamh Fisher-Black (NZL)          | 24.         |
| 3           | Lotte Kopecky (BEL) (landevej)    | 1.          |
| 4           | Ashleigh Moolman-Pasio (RSA)      | 3.          |
| 5           | Anna Shackley (GBR)               | 49.         |
| 6           | Demi Vollering (NED)              | 12.         |

| Aromitalia-Basso Bikes-Vaiano VAI | Aromitalia-Basso Bikes-Vaiano VAI | Aromitalia-Basso Bikes-Vaiano VAI |
| --------------------------------- | --------------------------------- | --------------------------------- |
| Nr.                               | Rytter                            | Placering                         |
| 11                                | Rasa Leleivytė (LTU)              | DNF                               |
| 12                                | Francesca Balducci (ITA)          | 77.                               |
| 13                                | Francesca Baroni (ITA)            | DNF                               |
| 14                                | Inga Čilvinaitė (LTU) (landevej)  | DNF                               |
| 15                                | Milena Del Sarto (ITA)            | DNF                               |
| 16                                | Gemma Sernissi (ITA)              | DNF                               |

| Bepink BPK | Bepink BPK              | Bepink BPK |
| ---------- | ----------------------- | ---------- |
| Nr.        | Rytter                  | Placering  |
| 21         | Silvia Zanardi (ITA)    | 38.        |
| 22         | Michaela Drummond (NZL) | 64.        |
| 23         | Nadia Quagliotto (ITA)  | 67.        |
| 24         | Prisca Savi (ITA)       | DNF        |
| 25         | Jade Teolis (FRA)       | DNF        |
| 26         | Matilde Vitillo (ITA)   | 69.        |

| Born To Win-G20-Ambedo BTW | Born To Win-G20-Ambedo BTW | Born To Win-G20-Ambedo BTW |
| -------------------------- | -------------------------- | -------------------------- |
| Nr.                        | Rytter                     | Placering                  |
| 31                         | Sara Casasola (ITA)        | DNF                        |
| 32                         | Anna Chili (ITA)           | DNF                        |
| 33                         | Tatiana Chili (ITA)        | DNF                        |
| 34                         | Sofia Clerici (ITA)        | DNF                        |
| 35                         | Giulia Luciani (ITA)       | DNF                        |
| 36                         | Giorgia Simoni (ITA)       | DNF                        |

| Canyon-SRAM Racing CSR | Canyon-SRAM Racing CSR     | Canyon-SRAM Racing CSR |
| ---------------------- | -------------------------- | ---------------------- |
| Nr.                    | Rytter                     | Placering              |
| 41                     | Katarzyna Niewiadoma (POL) | 4.                     |
| 42                     | Alena Amjaljusik (BLR)     | 22.                    |
| 43                     | Elise Chabbey (SUI)        | 6.                     |
| 44                     | Tiffany Cromwell (AUS)     | 63.                    |
| 45                     | Pauliena Rooijakkers (NED) | 52.                    |
| 46                     | Soraya Paladin (ITA)       | 19.                    |

| Ceratizit-WNT Pro Cycling WNT | Ceratizit-WNT Pro Cycling WNT   | Ceratizit-WNT Pro Cycling WNT |
| ----------------------------- | ------------------------------- | ----------------------------- |
| Nr.                           | Rytter                          | Placering                     |
| 51                            | Maria Giulia Confalonieri (ITA) | 66.                           |
| 52                            | Camilla Alessio (ITA)           | 60.                           |
| 53                            | Laura Asencio (FRA)             | DNF                           |
| 54                            | Marta Lach (POL)                | 34.                           |
| 55                            | Hanna Nilsson (SWE)             | 81.                           |
| 56                            | Lara Vieceli (ITA)              | DNF                           |

| EF Education-TIBCO-SVB TIB | EF Education-TIBCO-SVB TIB    | EF Education-TIBCO-SVB TIB |
| -------------------------- | ----------------------------- | -------------------------- |
| Nr.                        | Rytter                        | Placering                  |
| 61                         | Magdeleine Vallieres (CAN)    | 31.                        |
| 62                         | Letizia Borghesi (ITA)        | 54.                        |
| 63                         | Emily Newsom (USA)            | DNF                        |
| 64                         | Sara Poidevin (CAN)           | 80.                        |
| 65                         | Omer Shapira (ISR) (landevej) | DNF                        |
| 66                         | Abi Smith (GBR)               | 41.                        |

| FDJ-Nouvelle Aquitaine-Futuroscope FSF | FDJ-Nouvelle Aquitaine-Futuroscope FSF | FDJ-Nouvelle Aquitaine-Futuroscope FSF |
| -------------------------------------- | -------------------------------------- | -------------------------------------- |
| Nr.                                    | Rytter                                 | Placering                              |
| 71                                     | Cecilie Uttrup Ludwig (DEN)            | 5.                                     |
| 72                                     | Grace Brown (AUS)                      | 11.                                    |
| 73                                     | Vittoria Guazzini (ITA)                | 35.                                    |
| 75                                     | Victorie Guilman (FRA)                 | 76.                                    |
| 76                                     | Marie Le Net (FRA)                     | 48.                                    |

| Human Powered Health HPW | Human Powered Health HPW | Human Powered Health HPW |
| ------------------------ | ------------------------ | ------------------------ |
| Nr.                      | Rytter                   | Placering                |
| 82                       | Nina Buysman (NED)       | 46.                      |
| 83                       | Barbara Malcotti (ITA)   | 73.                      |
| 85                       | Kaia Schmid (USA)        | DNF                      |
| 86                       | Lily Williams (USA)      | 33.                      |

| Isolmant-Premac-Vittoria SBT | Isolmant-Premac-Vittoria SBT | Isolmant-Premac-Vittoria SBT |
| ---------------------------- | ---------------------------- | ---------------------------- |
| Nr.                          | Rytter                       | Placering                    |
| 91                           | Gaia Realini (ITA)           | 82.                          |
| 92                           | Ainara Albert (ESP)          | DNF                          |
| 93                           | Alice Capasso (ITA)          | DNF                          |
| 94                           | Alice Gasparini (ITA)        | DNF                          |
| 95                           | Asia Zontone (ITA)           | DNF                          |

| Liv Racing Xstra LIV | Liv Racing Xstra LIV    | Liv Racing Xstra LIV |
| -------------------- | ----------------------- | -------------------- |
| Nr.                  | Rytter                  | Placering            |
| 101                  | Sabrina Stultiens (NED) | 20.                  |
| 102                  | Valerie Demey (BEL)     | 47.                  |
| 103                  | Marta Jaskulska (POL)   | 53.                  |
| 104                  | Jeanne Korevaar (NED)   | 42.                  |
| 105                  | Ayesha McGowan (USA)    | DNF                  |
| 106                  | Katia Ragusa (ITA)      | 71.                  |

| Movistar Team MOV | Movistar Team MOV            | Movistar Team MOV |
| ----------------- | ---------------------------- | ----------------- |
| Nr.               | Rytter                       | Placering         |
| 111               | Annemiek van Vleuten (NED)   | 2.                |
| 112               | Katrine Aalerud (NOR)        | 85.               |
| 113               | Aude Biannic (FRA)           | 84.               |
| 114               | Alicia González Blanco (ESP) | 51.               |
| 115               | Sara Martín Martín (ESP)     | DNF               |
| 116               | Paula Patiño (COL)           | 39.               |

| Parkhotel Valkenburg PHV | Parkhotel Valkenburg PHV   | Parkhotel Valkenburg PHV |
| ------------------------ | -------------------------- | ------------------------ |
| Nr.                      | Rytter                     | Placering                |
| 121                      | Femke Gerritse (NED)       | 23.                      |
| 122                      | Demi de Jong (NED)         | 75.                      |
| 123                      | Quinty Schoens (NED)       | 44.                      |
| 125                      | Rosalie Van der Wolf (NED) | DNF                      |

| Plantur-Pura ___ | Plantur-Pura ___         | Plantur-Pura ___ |
| ---------------- | ------------------------ | ---------------- |
| Nr.              | Rytter                   | Placering        |
| 131              | Sanne Cant (BEL)         | 55.              |
| 132              | Ronja Eibl (GER)         | 70.              |
| 133              | Justine Ghekiere (BEL)   | DNF              |
| 134              | Yara Kastelijn (NED)     | 15.              |
| 135              | Laura Süßemilch (GER)    | 72.              |
| 136              | Julie Van de Velde (BEL) | 65.              |

| Roland Cogeas-Edelweiss Squad CGS | Roland Cogeas-Edelweiss Squad CGS | Roland Cogeas-Edelweiss Squad CGS |
| --------------------------------- | --------------------------------- | --------------------------------- |
| Nr.                               | Rytter                            | Placering                         |
| 141                               | Olga Sabelinskaja (UZB)           | DNF                               |
| 142                               | Léa Stern (SUI)                   | DNF                               |
| 143                               | Tamara Dronova-Balabolina (RUS)   | 43.                               |
| 144                               | Gulnaz Khatuntseva (RUS)          | DNF                               |
| 145                               | Hannah Buch (GER)                 | DNF                               |
| 146                               | Aline Seitz (SUI)                 | DNF                               |

| Servetto-Makhymo-Beltrami TSA SER | Servetto-Makhymo-Beltrami TSA SER | Servetto-Makhymo-Beltrami TSA SER |
| --------------------------------- | --------------------------------- | --------------------------------- |
| Nr.                               | Rytter                            | Placering                         |
| 151                               | Maryna Ivaniuk (UKR)              | DNF                               |
| 152                               | Anna Potokina (RUS)               | DNF                               |
| 153                               | Sofia Barbieri (ITA)              | DNF                               |
| 154                               | Silvia Bortolotti (ITA)           | DNF                               |
| 155                               | Viktoriia Melnychuk (UKR)         | DNF                               |
| 156                               | Chia Pedrelli (ITA)               | DNF                               |

| Team BikeExchange-Jayco BEX | Team BikeExchange-Jayco BEX | Team BikeExchange-Jayco BEX |
| --------------------------- | --------------------------- | --------------------------- |
| Nr.                         | Rytter                      | Placering                   |
| 161                         | Amanda Spratt (AUS)         | 79.                         |
| 162                         | Jessica Allen (AUS)         | DNF                         |
| 163                         | Urška Žigart (SLO)          | DNF                         |
| 164                         | Ruby Roseman-Gannon (AUS)   | 18.                         |
| 165                         | Arianna Fidanza (ITA)       | 36.                         |
| 166                         | Georgia Williams (NZL)      | 40.                         |

| Team DSM DSM | Team DSM DSM           | Team DSM DSM |
| ------------ | ---------------------- | ------------ |
| Nr.          | Rytter                 | Placering    |
| 171          | Leah Kirchmann (CAN)   | 62.          |
| 172          | Léa Curinier (FRA)     | 50.          |
| 173          | Franziska Koch (GER)   | DNF          |
| 174          | Juliette Labous (FRA)  | 26.          |
| 175          | Liane Lippert (GER)    | 13.          |
| 176          | Floortje Mackaij (NED) | 14.          |

| Team Jumbo-Visma TJV | Team Jumbo-Visma TJV   | Team Jumbo-Visma TJV |
| -------------------- | ---------------------- | -------------------- |
| Nr.                  | Rytter                 | Placering            |
| 181                  | Marianne Vos (NED)     | 7.                   |
| 182                  | Teuntje Beekhuis (NED) | 61.                  |
| 183                  | Anna Henderson (GBR)   | 30.                  |
| 184                  | Anouska Koster (NED)   | 17.                  |
| 185                  | Coryn Labecki (USA)    | 21.                  |
| 186                  | Linda Riedmann (GER)   | 68.                  |

| Top Girls Fassa Bortolo TOP | Top Girls Fassa Bortolo TOP | Top Girls Fassa Bortolo TOP |
| --------------------------- | --------------------------- | --------------------------- |
| Nr.                         | Rytter                      | Placering                   |
| 191                         | Debora Silvestri (ITA)      | DNF                         |
| 192                         | Greta Marturano (ITA)       | 57.                         |
| 193                         | Alessia Vigilia (ITA)       | DNF                         |
| 194                         | Alice Palazzi (ITA)         | DNF                         |
| 195                         | Cristina Tonetti (ITA)      | DNF                         |
| 196                         | Giorgia Vettorello (ITA)    | DNF                         |

| Trek-Segafredo TFS | Trek-Segafredo TFS                    | Trek-Segafredo TFS |
| ------------------ | ------------------------------------- | ------------------ |
| Nr.                | Rytter                                | Placering          |
| 201                | Elisa Balsamo (ITA) (landevej)        | 45.                |
| 202                | Audrey Cordon-Ragot (FRA)             | 25.                |
| 203                | Lauretta Hanson (AUS)                 | 78.                |
| 204                | Elisa Longo Borghini (ITA) (landevej) | 8.                 |
| 205                | Shirin van Anrooij (NED)              | 9.                 |
| 206                | Tayler Wiles (USA)                    | DNF                |

| UAE Team ADQ UAD | UAE Team ADQ UAD               | UAE Team ADQ UAD |
| ---------------- | ------------------------------ | ---------------- |
| Nr.              | Rytter                         | Placering        |
| 211              | Marta Bastianelli (ITA)        | 28.              |
| 212              | Sofia Bertizzolo (ITA)         | 37.              |
| 213              | Linda Zanetti (SUI)            | DNF              |
| 214              | Eugenia Bujak (SLO) (landevej) | 32.              |
| 215              | Mavi García (ESP) (landevej)   | 29.              |
| 216              | Erica Magnaldi (ITA)           | 27.              |

| Uno-X Pro Cycling Team UXT | Uno-X Pro Cycling Team UXT  | Uno-X Pro Cycling Team UXT |
| -------------------------- | --------------------------- | -------------------------- |
| Nr.                        | Rytter                      | Placering                  |
| 221                        | Hannah Barnes (GBR)         | 83.                        |
| 222                        | Rebecca Koerner (DEN)       | DNF                        |
| 223                        | Hannah Ludwig (GER)         | DNF                        |
| 224                        | Amalie Lutro (NOR)          | 74.                        |
| 225                        | Wilma Olausson (SWE)        | DNF                        |
| 226                        | Mie Bjørndal Ottestad (NOR) | DNF                        |

| Valcar-Travel & Service VAL | Valcar-Travel & Service VAL | Valcar-Travel & Service VAL |
| --------------------------- | --------------------------- | --------------------------- |
| Nr.                         | Rytter                      | Placering                   |
| 231                         | Silvia Persico (ITA)        | 10.                         |
| 232                         | Alice Maria Arzuffi (ITA)   | 58.                         |
| 233                         | Olivia Baril (CAN)          | 56.                         |
| 234                         | Anastasia Carbonari (LAT)   | 59.                         |
| 235                         | Elena Pirrone (ITA)         | DNF                         |
| 236                         | Ilaria Sanguineti (ITA)     | DNF                         |

| SD Worx SDW | SD Worx SDW                       | SD Worx SDW |
| ----------- | --------------------------------- | ----------- |
| Nr.         | Rytter                            | Placering   |
| 1           | Chantal van den Broek-Blaak (NED) | 16.         |
| 2           | Niamh Fisher-Black (NZL)          | 24.         |
| 3           | Lotte Kopecky (BEL) (landevej)    | 1.          |
| 4           | Ashleigh Moolman-Pasio (RSA)      | 3.          |
| 5           | Anna Shackley (GBR)               | 49.         |
| 6           | Demi Vollering (NED)              | 12.         |

| Aromitalia-Basso Bikes-Vaiano VAI | Aromitalia-Basso Bikes-Vaiano VAI | Aromitalia-Basso Bikes-Vaiano VAI |
| --------------------------------- | --------------------------------- | --------------------------------- |
| Nr.                               | Rytter                            | Placering                         |
| 11                                | Rasa Leleivytė (LTU)              | DNF                               |
| 12                                | Francesca Balducci (ITA)          | 77.                               |
| 13                                | Francesca Baroni (ITA)            | DNF                               |
| 14                                | Inga Čilvinaitė (LTU) (landevej)  | DNF                               |
| 15                                | Milena Del Sarto (ITA)            | DNF                               |
| 16                                | Gemma Sernissi (ITA)              | DNF                               |

| Bepink BPK | Bepink BPK              | Bepink BPK |
| ---------- | ----------------------- | ---------- |
| Nr.        | Rytter                  | Placering  |
| 21         | Silvia Zanardi (ITA)    | 38.        |
| 22         | Michaela Drummond (NZL) | 64.        |
| 23         | Nadia Quagliotto (ITA)  | 67.        |
| 24         | Prisca Savi (ITA)       | DNF        |
| 25         | Jade Teolis (FRA)       | DNF        |
| 26         | Matilde Vitillo (ITA)   | 69.        |

| Born To Win-G20-Ambedo BTW | Born To Win-G20-Ambedo BTW | Born To Win-G20-Ambedo BTW |
| -------------------------- | -------------------------- | -------------------------- |
| Nr.                        | Rytter                     | Placering                  |
| 31                         | Sara Casasola (ITA)        | DNF                        |
| 32                         | Anna Chili (ITA)           | DNF                        |
| 33                         | Tatiana Chili (ITA)        | DNF                        |
| 34                         | Sofia Clerici (ITA)        | DNF                        |
| 35                         | Giulia Luciani (ITA)       | DNF                        |
| 36                         | Giorgia Simoni (ITA)       | DNF                        |

| Canyon-SRAM Racing CSR | Canyon-SRAM Racing CSR     | Canyon-SRAM Racing CSR |
| ---------------------- | -------------------------- | ---------------------- |
| Nr.                    | Rytter                     | Placering              |
| 41                     | Katarzyna Niewiadoma (POL) | 4.                     |
| 42                     | Alena Amjaljusik (BLR)     | 22.                    |
| 43                     | Elise Chabbey (SUI)        | 6.                     |
| 44                     | Tiffany Cromwell (AUS)     | 63.                    |
| 45                     | Pauliena Rooijakkers (NED) | 52.                    |
| 46                     | Soraya Paladin (ITA)       | 19.                    |

| Ceratizit-WNT Pro Cycling WNT | Ceratizit-WNT Pro Cycling WNT   | Ceratizit-WNT Pro Cycling WNT |
| ----------------------------- | ------------------------------- | ----------------------------- |
| Nr.                           | Rytter                          | Placering                     |
| 51                            | Maria Giulia Confalonieri (ITA) | 66.                           |
| 52                            | Camilla Alessio (ITA)           | 60.                           |
| 53                            | Laura Asencio (FRA)             | DNF                           |
| 54                            | Marta Lach (POL)                | 34.                           |
| 55                            | Hanna Nilsson (SWE)             | 81.                           |
| 56                            | Lara Vieceli (ITA)              | DNF                           |

| EF Education-TIBCO-SVB TIB | EF Education-TIBCO-SVB TIB    | EF Education-TIBCO-SVB TIB |
| -------------------------- | ----------------------------- | -------------------------- |
| Nr.                        | Rytter                        | Placering                  |
| 61                         | Magdeleine Vallieres (CAN)    | 31.                        |
| 62                         | Letizia Borghesi (ITA)        | 54.                        |
| 63                         | Emily Newsom (USA)            | DNF                        |
| 64                         | Sara Poidevin (CAN)           | 80.                        |
| 65                         | Omer Shapira (ISR) (landevej) | DNF                        |
| 66                         | Abi Smith (GBR)               | 41.                        |

| FDJ-Nouvelle Aquitaine-Futuroscope FSF | FDJ-Nouvelle Aquitaine-Futuroscope FSF | FDJ-Nouvelle Aquitaine-Futuroscope FSF |
| -------------------------------------- | -------------------------------------- | -------------------------------------- |
| Nr.                                    | Rytter                                 | Placering                              |
| 71                                     | Cecilie Uttrup Ludwig (DEN)            | 5.                                     |
| 72                                     | Grace Brown (AUS)                      | 11.                                    |
| 73                                     | Vittoria Guazzini (ITA)                | 35.                                    |
| 75                                     | Victorie Guilman (FRA)                 | 76.                                    |
| 76                                     | Marie Le Net (FRA)                     | 48.                                    |

| Human Powered Health HPW | Human Powered Health HPW | Human Powered Health HPW |
| ------------------------ | ------------------------ | ------------------------ |
| Nr.                      | Rytter                   | Placering                |
| 82                       | Nina Buysman (NED)       | 46.                      |
| 83                       | Barbara Malcotti (ITA)   | 73.                      |
| 85                       | Kaia Schmid (USA)        | DNF                      |
| 86                       | Lily Williams (USA)      | 33.                      |

| Isolmant-Premac-Vittoria SBT | Isolmant-Premac-Vittoria SBT | Isolmant-Premac-Vittoria SBT |
| ---------------------------- | ---------------------------- | ---------------------------- |
| Nr.                          | Rytter                       | Placering                    |
| 91                           | Gaia Realini (ITA)           | 82.                          |
| 92                           | Ainara Albert (ESP)          | DNF                          |
| 93                           | Alice Capasso (ITA)          | DNF                          |
| 94                           | Alice Gasparini (ITA)        | DNF                          |
| 95                           | Asia Zontone (ITA)           | DNF                          |

| Liv Racing Xstra LIV | Liv Racing Xstra LIV    | Liv Racing Xstra LIV |
| -------------------- | ----------------------- | -------------------- |
| Nr.                  | Rytter                  | Placering            |
| 101                  | Sabrina Stultiens (NED) | 20.                  |
| 102                  | Valerie Demey (BEL)     | 47.                  |
| 103                  | Marta Jaskulska (POL)   | 53.                  |
| 104                  | Jeanne Korevaar (NED)   | 42.                  |
| 105                  | Ayesha McGowan (USA)    | DNF                  |
| 106                  | Katia Ragusa (ITA)      | 71.                  |

| Movistar Team MOV | Movistar Team MOV            | Movistar Team MOV |
| ----------------- | ---------------------------- | ----------------- |
| Nr.               | Rytter                       | Placering         |
| 111               | Annemiek van Vleuten (NED)   | 2.                |
| 112               | Katrine Aalerud (NOR)        | 85.               |
| 113               | Aude Biannic (FRA)           | 84.               |
| 114               | Alicia González Blanco (ESP) | 51.               |
| 115               | Sara Martín Martín (ESP)     | DNF               |
| 116               | Paula Patiño (COL)           | 39.               |

| Parkhotel Valkenburg PHV | Parkhotel Valkenburg PHV   | Parkhotel Valkenburg PHV |
| ------------------------ | -------------------------- | ------------------------ |
| Nr.                      | Rytter                     | Placering                |
| 121                      | Femke Gerritse (NED)       | 23.                      |
| 122                      | Demi de Jong (NED)         | 75.                      |
| 123                      | Quinty Schoens (NED)       | 44.                      |
| 125                      | Rosalie Van der Wolf (NED) | DNF                      |

| Plantur-Pura ___ | Plantur-Pura ___         | Plantur-Pura ___ |
| ---------------- | ------------------------ | ---------------- |
| Nr.              | Rytter                   | Placering        |
| 131              | Sanne Cant (BEL)         | 55.              |
| 132              | Ronja Eibl (GER)         | 70.              |
| 133              | Justine Ghekiere (BEL)   | DNF              |
| 134              | Yara Kastelijn (NED)     | 15.              |
| 135              | Laura Süßemilch (GER)    | 72.              |
| 136              | Julie Van de Velde (BEL) | 65.              |

| Roland Cogeas-Edelweiss Squad CGS | Roland Cogeas-Edelweiss Squad CGS | Roland Cogeas-Edelweiss Squad CGS |
| --------------------------------- | --------------------------------- | --------------------------------- |
| Nr.                               | Rytter                            | Placering                         |
| 141                               | Olga Sabelinskaja (UZB)           | DNF                               |
| 142                               | Léa Stern (SUI)                   | DNF                               |
| 143                               | Tamara Dronova-Balabolina (RUS)   | 43.                               |
| 144                               | Gulnaz Khatuntseva (RUS)          | DNF                               |
| 145                               | Hannah Buch (GER)                 | DNF                               |
| 146                               | Aline Seitz (SUI)                 | DNF                               |

| Servetto-Makhymo-Beltrami TSA SER | Servetto-Makhymo-Beltrami TSA SER | Servetto-Makhymo-Beltrami TSA SER |
| --------------------------------- | --------------------------------- | --------------------------------- |
| Nr.                               | Rytter                            | Placering                         |
| 151                               | Maryna Ivaniuk (UKR)              | DNF                               |
| 152                               | Anna Potokina (RUS)               | DNF                               |
| 153                               | Sofia Barbieri (ITA)              | DNF                               |
| 154                               | Silvia Bortolotti (ITA)           | DNF                               |
| 155                               | Viktoriia Melnychuk (UKR)         | DNF                               |
| 156                               | Chia Pedrelli (ITA)               | DNF                               |

| Team BikeExchange-Jayco BEX | Team BikeExchange-Jayco BEX | Team BikeExchange-Jayco BEX |
| --------------------------- | --------------------------- | --------------------------- |
| Nr.                         | Rytter                      | Placering                   |
| 161                         | Amanda Spratt (AUS)         | 79.                         |
| 162                         | Jessica Allen (AUS)         | DNF                         |
| 163                         | Urška Žigart (SLO)          | DNF                         |
| 164                         | Ruby Roseman-Gannon (AUS)   | 18.                         |
| 165                         | Arianna Fidanza (ITA)       | 36.                         |
| 166                         | Georgia Williams (NZL)      | 40.                         |

| Team DSM DSM | Team DSM DSM           | Team DSM DSM |
| ------------ | ---------------------- | ------------ |
| Nr.          | Rytter                 | Placering    |
| 171          | Leah Kirchmann (CAN)   | 62.          |
| 172          | Léa Curinier (FRA)     | 50.          |
| 173          | Franziska Koch (GER)   | DNF          |
| 174          | Juliette Labous (FRA)  | 26.          |
| 175          | Liane Lippert (GER)    | 13.          |
| 176          | Floortje Mackaij (NED) | 14.          |

| Team Jumbo-Visma TJV | Team Jumbo-Visma TJV   | Team Jumbo-Visma TJV |
| -------------------- | ---------------------- | -------------------- |
| Nr.                  | Rytter                 | Placering            |
| 181                  | Marianne Vos (NED)     | 7.                   |
| 182                  | Teuntje Beekhuis (NED) | 61.                  |
| 183                  | Anna Henderson (GBR)   | 30.                  |
| 184                  | Anouska Koster (NED)   | 17.                  |
| 185                  | Coryn Labecki (USA)    | 21.                  |
| 186                  | Linda Riedmann (GER)   | 68.                  |

| Top Girls Fassa Bortolo TOP | Top Girls Fassa Bortolo TOP | Top Girls Fassa Bortolo TOP |
| --------------------------- | --------------------------- | --------------------------- |
| Nr.                         | Rytter                      | Placering                   |
| 191                         | Debora Silvestri (ITA)      | DNF                         |
| 192                         | Greta Marturano (ITA)       | 57.                         |
| 193                         | Alessia Vigilia (ITA)       | DNF                         |
| 194                         | Alice Palazzi (ITA)         | DNF                         |
| 195                         | Cristina Tonetti (ITA)      | DNF                         |
| 196                         | Giorgia Vettorello (ITA)    | DNF                         |

| Trek-Segafredo TFS | Trek-Segafredo TFS                    | Trek-Segafredo TFS |
| ------------------ | ------------------------------------- | ------------------ |
| Nr.                | Rytter                                | Placering          |
| 201                | Elisa Balsamo (ITA) (landevej)        | 45.                |
| 202                | Audrey Cordon-Ragot (FRA)             | 25.                |
| 203                | Lauretta Hanson (AUS)                 | 78.                |
| 204                | Elisa Longo Borghini (ITA) (landevej) | 8.                 |
| 205                | Shirin van Anrooij (NED)              | 9.                 |
| 206                | Tayler Wiles (USA)                    | DNF                |

| UAE Team ADQ UAD | UAE Team ADQ UAD               | UAE Team ADQ UAD |
| ---------------- | ------------------------------ | ---------------- |
| Nr.              | Rytter                         | Placering        |
| 211              | Marta Bastianelli (ITA)        | 28.              |
| 212              | Sofia Bertizzolo (ITA)         | 37.              |
| 213              | Linda Zanetti (SUI)            | DNF              |
| 214              | Eugenia Bujak (SLO) (landevej) | 32.              |
| 215              | Mavi García (ESP) (landevej)   | 29.              |
| 216              | Erica Magnaldi (ITA)           | 27.              |

| Uno-X Pro Cycling Team UXT | Uno-X Pro Cycling Team UXT  | Uno-X Pro Cycling Team UXT |
| -------------------------- | --------------------------- | -------------------------- |
| Nr.                        | Rytter                      | Placering                  |
| 221                        | Hannah Barnes (GBR)         | 83.                        |
| 222                        | Rebecca Koerner (DEN)       | DNF                        |
| 223                        | Hannah Ludwig (GER)         | DNF                        |
| 224                        | Amalie Lutro (NOR)          | 74.                        |
| 225                        | Wilma Olausson (SWE)        | DNF                        |
| 226                        | Mie Bjørndal Ottestad (NOR) | DNF                        |

| Valcar-Travel & Service VAL | Valcar-Travel & Service VAL | Valcar-Travel & Service VAL |
| --------------------------- | --------------------------- | --------------------------- |
| Nr.                         | Rytter                      | Placering                   |
| 231                         | Silvia Persico (ITA)        | 10.                         |
| 232                         | Alice Maria Arzuffi (ITA)   | 58.                         |
| 233                         | Olivia Baril (CAN)          | 56.                         |
| 234                         | Anastasia Carbonari (LAT)   | 59.                         |
| 235                         | Elena Pirrone (ITA)         | DNF                         |
| 236                         | Ilaria Sanguineti (ITA)     | DNF                         |